# Hotel Cabana

Hotel Cabana es el álbum debut del productor británico de Shahid "Naughty Boy" Khan, lanzado el 23 de agosto de 2013 a través de Virgin EMI. Khan estableció su grabación y producción de la empresa. Encontraría su ruptura al producir de 2009 entre los diez individuales "Diamond Rings" del Chipmunk, con una entonces desconocida Emeli Sandé. Naughty Boy lanzó su propio sencillo debut como artista firmado en 2010. "Never Be Your Woman" muestra el sencillo número uno de White Town de 1997 "Your Woman" y contó con la mugre artista británica Wiley y Sandé en el coro; que alcanzó la lista de las diez más populares en el Reino Unido y se incluye como bonus track en Hotel Cabana.
La colaboración marcó el inicio de una colaboración entre Naughty Boy y Sandé que se ve en Hotel Cabana y el conjunto debut de Sandé, Our Version of Events (2012). Hotel Cabana es de R&B, garaje, pop y producciones musicales de hip hop, con influencias de la música orquestal y Bollywood. Naughty Boy lo describe como una "experiencia audiovisual" y un álbum conceptual basado en un hotel de lujo donde los músicos vienen a interpretar. Hotel Cabana reúne a Naughty Boy con Sandé en ocho colaboraciones, así como características de otros artistas británicos como George the Poet, Sam Smith, Bastille, Tinie Tempah, Ella Eyre, Gabrielle, Wretch 32, Mic Righteous, Maiday, Chasing Grace y Ed Sheeran. El rapero americano Wiz Khalifa también hace una aparición. Ava Stokes, Tanika, Thabo y RØMANS hacen apariciones adicionales en la versión estadounidense del álbum que fue lanzado por Virgin Records el 6 de mayo de 2014. 
Antes del lanzamiento, Hotel Cabana fue promovido con varios traileres de vídeo que incluye a los artistas llegando al hotel de ficción. También fue precedido por el lanzamiento de tres sencillos, incluyendo incluye las dos colaboraciones top-ten de Sandé: "Wonder" y "Lifted", así como el Reino Unido escoge al topper de la lista "La La La" (con Sam Smith). Tras el lanzamiento, el álbum recibió críticas mixtas de los críticos de música que elogiaron partes de la producción, sino crítico del concepto, la ejecución y algunas de las colaboraciones. Hotel Cabana hizo sus debuts en la tabla en el número dos en el Reino Unido, el número cinco en Escocia y veinticinco en Irlanda.
- Datos: Q16249987